# 大发Rocky (A200)
大发Rocky（Daihatsu Rokkī）A200/A250是大发汽车生产的紧凑型跨界休旅车。Rocky是在2019年第46届东京车展以"New Compact SUV"首发。Rocky是在日本市场上取代Be‣go并在2019年11月5日开卖。Rocky也以丰田Raize（Toyota Raizu）之名开卖。
在日本以外的国家，主要是马来西亚和印尼也有生产Rocky。马来西亚的第二国产车则以Perodua Ativa之名销售。

## 丰田Raize
貼有豐田標誌的車型大多以豐田Raize的名稱銷售。它與Rocky基本上相同，區別在其使用豐田的車頭。 主要面向新興市場銷售的A250車型由Astra Daihatsu Motor在印尼製造。
Raize這個名字源自rise和raise兩個詞的組合，豐田說明這意味著「為日常生活注入活力的活躍汽車」。

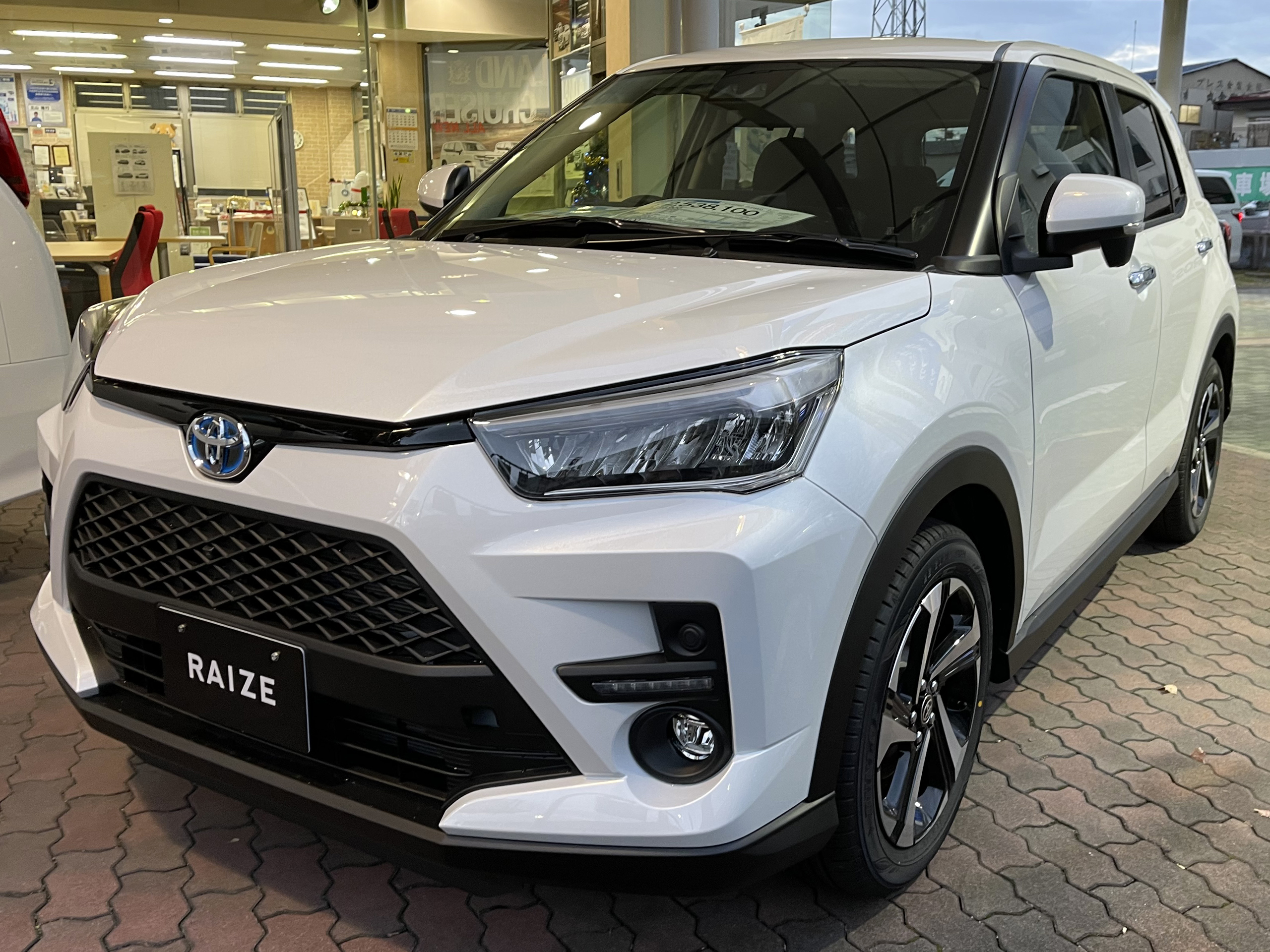
2021 豐田Raize Hybrid Z（日本A202A）
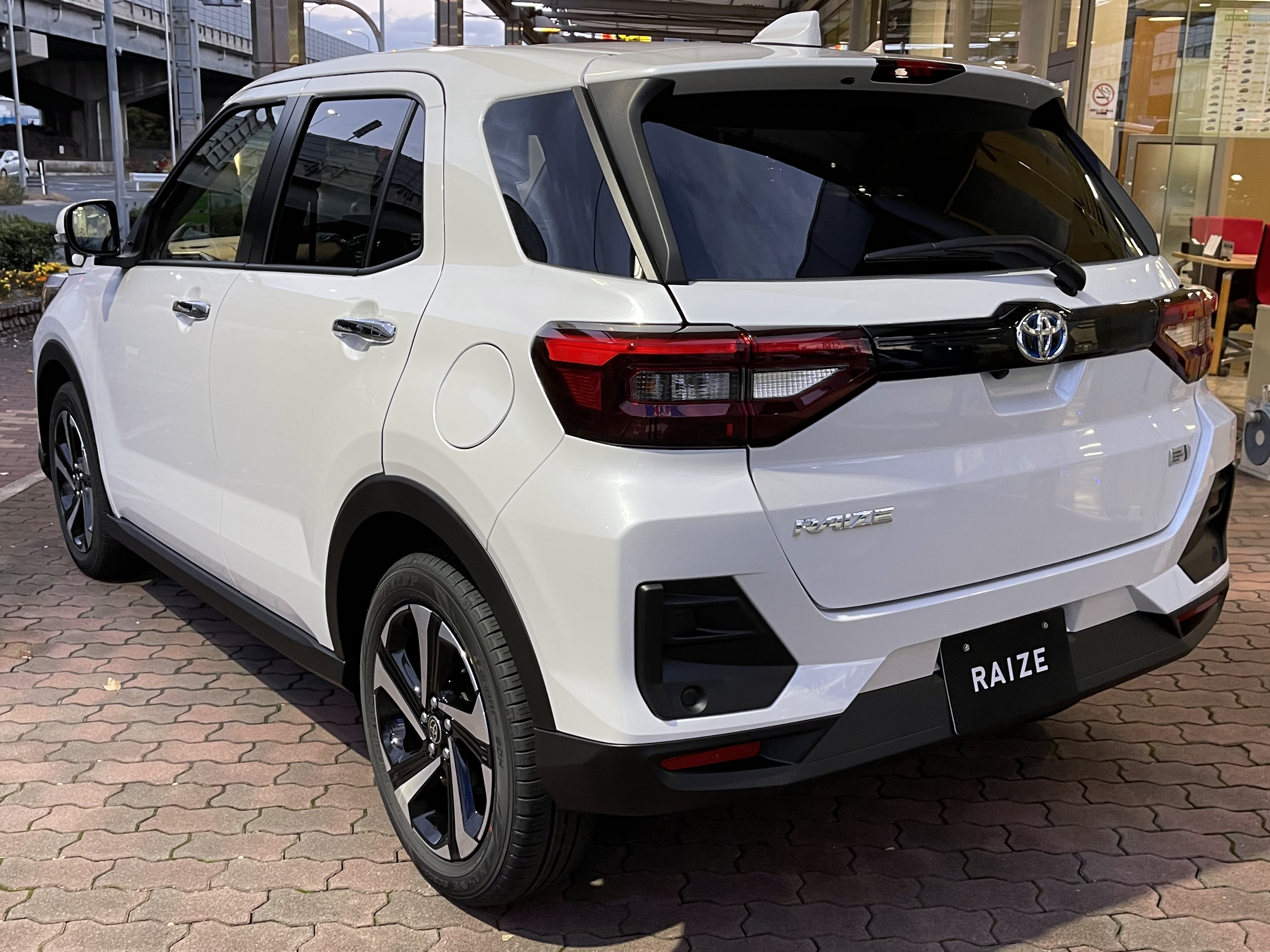
2021 Raize Hybrid Z（日本A202A）

## Perodua Ativa
Perodua在2021年2月19日宣布开放预购新车。